# Ulrich Robeiri
Ulrich Robeiri é um esgrimista francês, representou seu país nos Jogos Olímpicos de Verão de 2008. Fez parte do grupo que ganhou a medalha de ouro na categoria espada por equipes.